# Abbaye d'Aulps
L'abbaye d'Aulps ou abbaye Sainte-Marie-d'Aulps est située à 800 m d'altitude dans une vallée du Chablais, en Haute-Savoie (France), à 24 km au sud-est de Thonon-les-Bains et à 9 km au nord-ouest de Morzine. C'est une ancienne abbaye cistercienne fondée vers 1094 et aujourd'hui en ruines : désaffectée après l'arrivée des troupes françaises en 1792 et vendue comme bien national, elle a servi de carrière de pierres après l'incendie de l'église du village en 1823. Dans ses premiers siècles, elle était le centre d'une seigneurie dotée d'une grande autonomie. Depuis 2007, le site accueille le Domaine de découverte de la vallée d'Aulps qui présente notamment la vie des anciens moines.

## Histoire

### Le Moyen Âge 1094-1468

Armes de l'abbaye d'Aulps.

Guidé par son désir de réforme du monachisme bénédictin traditionnel, Robert de Molesme fonde l’abbaye de Molesme à la fin de l’année 1075. Ses moines acceptent pourtant des biens temporels ou la présence régulière de seigneurs en ses murs et très vite, le monastère n’offre plus les conditions requises par certains pour satisfaire leur quête d’idéal. Guy et Guérin de Mousson sont de ceux-ci. Ces dissidents sont persuadés qu’il faut trouver de nouvelles méthodes pour vivre le plus conformément possible aux attentes de Dieu. Ils quittent Molesme vers 1094 pour s’établir dans une vallée du diocèse de Genève.
Avec l’autorisation de l’évêque de Genève, Guy de Faucigny, ces moines fondent une cella dépendante de Molesme sur les terres de Gillion de Rovorée et de Girard d’Allinges. Ces deux seigneurs sont des familiers du comte Humbert II de Maurienne (1080-1103) également liés à la famille de Faucigny. Leur démarche planifiée s'inspire d'une conception de la vie monastique teintée d’érémitisme et de cénobitisme où le travail manuel tient une place essentielle. Bernard de Clairvaux, dans ses lettres à l’abbé Guérin, évoque pourtant une singulière adaptation de la Règle de saint Benoît. Les moines d’Aulps vivent en effet par trois ou quatre dans des cabanes disséminées dans la montagne.
Le style de vie monastique singulier des moines d’Aulps attire de nombreuses vocations. L'abbaye, probablement très peuplée dans les premières années du XIIe siècle, fonde d'autres monastères. Un nombre trop réduit de documents ne permet pas d’affirmer sans réserve la maternité d’Aulps sur Hautecombe, Bonmont ou Saint-Sulpice. Le cas de l’abbaye de Balerne est moins sujet à discussion. Il reste qu’Aulps exerce un ascendant et une influence considérable sur tous les monastères environnants issus de Molesme.
Guy puis Guérin, les deux premiers abbés, jugent cependant cette montée en puissance incompatible avec les liens étroits les unissant toujours à Molesme censée nommer les abbés d'Aulps. Pour s'émanciper de cette tutelle, ils sollicitent deux bulles pontificales. La première est concédée le 2 mars 1102 par Pascal II. Elle accorde aux moines le droit d’élire leurs abbés, une certaine forme d’exemption diocésaine et confirme les acquis temporels. La deuxième bulle est octroyée par Calixte II le 28 avril 1119. Le pontife garantit le droit d’élection, interdit à tout évêque d'excommunier les religieux d'Aulps et dispense les abbés d'assister aux synodes.
Bernard de Clairvaux ne pouvait ignorer le prestigieux monastère des Alpes, relais de Molesme dans la région. Ses visées sur les diocèses de Genève et Lausanne se manifestent dès 1130. L'abbaye de Bonmont est affiliée à l'ordre de Cîteaux en 1131 ; Hautecombe en 1135 ; Balerne en 1136, soit un mois avant Aulps, laquelle parachève le 28 juin 1136 l'action de Bernard. L'abbé de Clairvaux fait renoncer les moines d’Aulps à leur mode de vie monastique original. L’abbé Guérin ne reste que deux ans abbé cistercien d'Aulps, avant d'être nommé, ou élu, évêque de Sion au début de l’année 1138.

### La seigneurie d'Aulps
Dès l’accession de Guérin à l’épiscopat, son successeur l'abbé Guillaume (1138-v. 1168), applique une politique temporelle en rupture avec celle de ses prédécesseurs. Cette période d’organisation est marquée par l’accroissement spectaculaire du domaine de l’abbaye grâce à l'acquisition de plusieurs milliers d'hectares d’alpages, propriétés conjointes des nobles de Rovorée et des sires de Faucigny. Selon la tradition, les moines sont aussi aidés par les libéralités du comte de Savoie Humbert III de Savoie (1148-1189), un habitué des retraites spirituelles à Aulps. En 1181 une bulle d'Alexandre III protège le patrimoine de l'abbaye et en énumère les composantes : trois églises paroissiales, vingt granges et six alpages. À la fin de ce siècle, ils sont ainsi propriétaires de 15 000 hectares, encore très dispersés, obtenus essentiellement par des donations que les bienfaiteurs faisaient pour se garantir les prières des moines pour leur salut dans l'au-delà, mais aussi pour assurer le prestige de la famille.

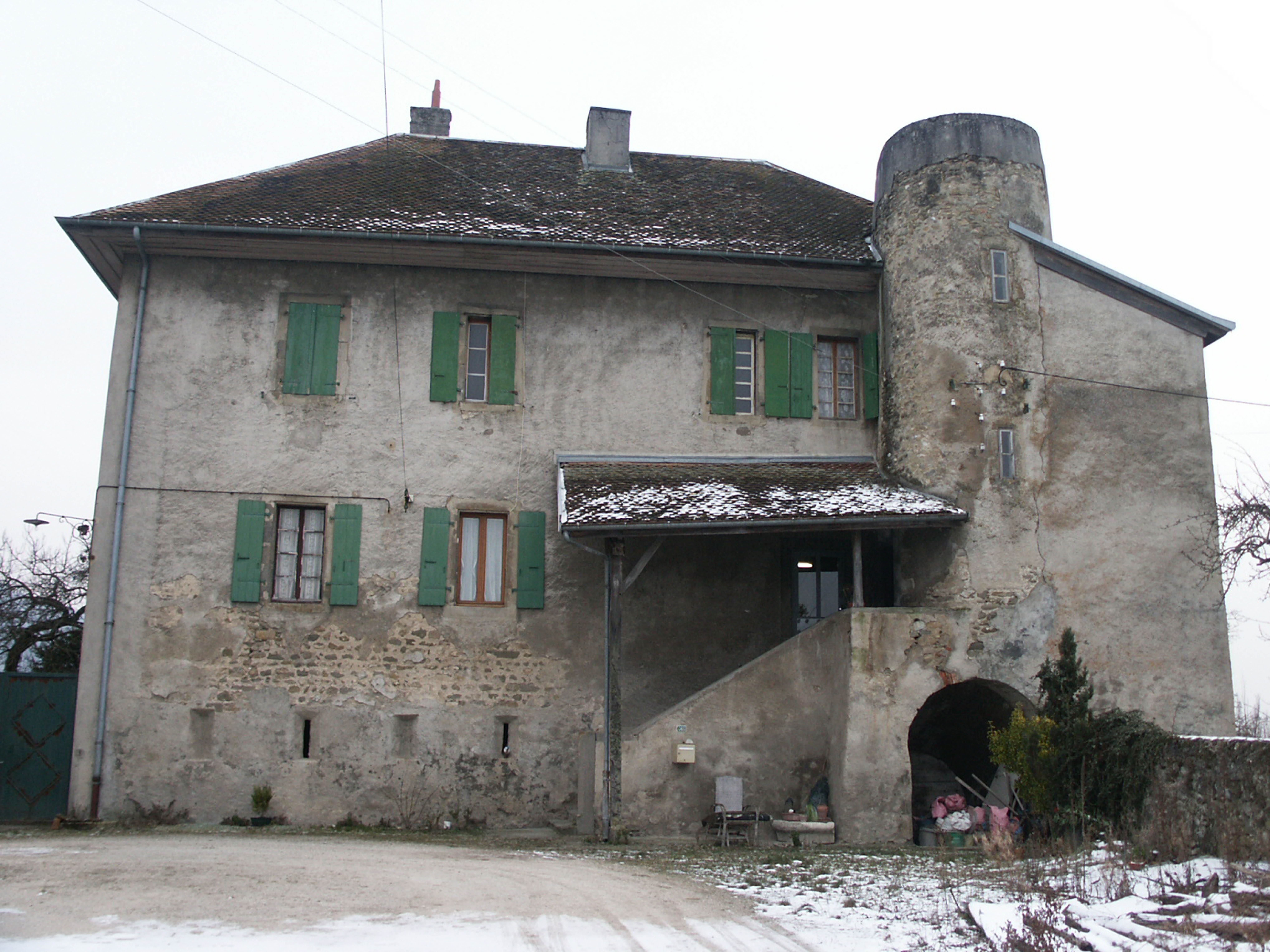
La grange de Neydens à Saint-Cergues

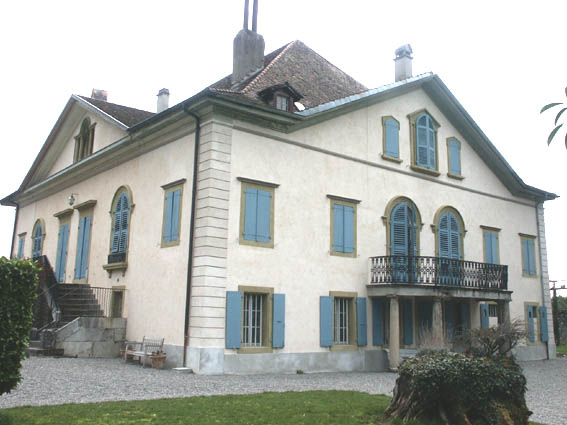
La Genevréaz à Publier, ancienne grange de l'abbaye

Signe de leur puissance et de leur intégration dans le monde, les abbés d’Aulps sont les conseillers et les hommes de confiance des comtes de Savoie et des grandes familles nobles savoyardes. Ils apparaissent régulièrement comme témoins ou arbitres lors des règlements de conflit. Le début du XIIIe siècle est marqué par la transformation précoce du territoire d’Aulps en seigneurie ecclésiastique. Confrontée à une baisse des libéralités seigneuriales mais voulant continuer de se renforcer, ils vont constamment procéder à des achats, des échanges, des procès et acquérir des droits seigneuriaux. Leur domaine atteint sa taille maximum à la fin du XIVe siècle avec 30 000 hectares. Ils disposent alors de la propriété des hommes et de la terre dans toute la vallée de la Dranse de Morzine, mais aussi dans les communes de Mégevette, Saxel et des deux Habères avec l'exercice exclusif des droits juridiques et fiscaux pour une population estimée entre 2 000 et 4 000 personnes. Dans ces régions de montagne, la production économique est essentiellement basée sur les produits laitiers et la vente de bestiaux sur les foires voisines. Par ailleurs, l'abbaye exploitait des «granges» (il s'agit en fait d'un ensemble de dépendances foncières et de bâtiments pour la production et le repos tels que dortoir, réfectoire, chapelle, moulin, forge, cellier…) en faire-valoir direct dont les plus grandes se trouvaient en plaine, notamment celles de Hauterippe à Marignier, Sous-le-Saix à Châtillon, la Genevréaz à Publier, la Roveriaz à Lully et de Neydens à Saint-Cergues. Pour cette dernière, il est estimé que vers 1321, ses rendements annuels étaient de 10 tonnes de froment, 14 hectolitres de vin, une tonne d'avoine et 650 kilos de châtaignes. Par ailleurs, l'abbaye possédait également une grange à salins dans le Jura pour la production de sel.
Trois textes marquent l'acquisition des droits de justice. Tout d'abord, celui de 1213 fixe noir sur blanc les peines encourues sur les terres des abbés et forme une reconnaissance des droits existants. En 1253, Aimon, baron de Faucigny, concède aux abbés les droits de justice sur le haut de la vallée et en 1266, le comte de Savoie Pierre II renforce les actes antérieurs tout en conservant un droit de regard sur les peines de mort et les mutilations. En pratique, les abbés s'occupaient des causes civiles et confiaient les affaires criminelles à des juges laïcs itinérants et indépendants. Au niveau de l'organisation, la seigneurie était divisée en trois métralies, celles de Chairavaux, du Biot et de Poche dirigées par un métral chargé de la police et de la perception des redevances.
Pour acquérir la totalité des droits juridiques ou fonciers pesant sur certains terroirs, les abbés n’hésitent pas à endetter l’abbaye en engageant des sommes considérables. Les premiers emprunts sont contractés dans les années 1260. Après la Grande Peste, une telle situation n'a rien d'exceptionnel et les religieux, constamment à la recherche d'argent frais, abandonnent l’administration directe de leurs domaines en les louant à des séculiers. Le faire-valoir direct, un des fondements de l’économie cistercienne, connaît ses derniers instants dans une tentative d’adaptation du monastère au contexte économique. Les moines deviennent des rentiers du sol. Ce phénomène est accentué par la quasi-disparition de la main-d’œuvre des convers, dont la raréfaction est perceptible dès le début du XIIIe siècle.
La situation au sein même du monastère est préoccupante. Les élections abbatiales ou aux divers offices constituent de véritables enjeux. Avec leurs valets, les abbés comme Jean de Troches (1353-1368) jouissent d'une existence confortable et d'une position toujours prestigieuse. En 1468, le régime d’administration conventuelle est modifié. La commende est instaurée et elle inaugure un temps nouveau pour Aulps.

### L’époque moderne 1468-1792
La commende est un échec. Les abbés, désormais des cardinaux ou des grands noms de la maison de Savoie, prélèvent les revenus et laissent les moines livrés à eux-mêmes. L’abbé de Balerne tente de visiter Aulps en 1486 et laisse un tableau peu flatteur des gardiens du tombeau de saint Guérin. Le cloître a brûlé jusqu’aux fondations en 1484, ils vivent en concubinage et sont la « risée de la Savoie ».
Les Valaisans occupent la vallée de 1536 à 1569. Ils rétablissent des abbés réguliers jouant à nouveau un rôle important en vallée d’Aulps. Ils ne sont pas reconnus par Rome, mais détiennent la réalité du pouvoir. Aulps retrouve lors de cette occupation une certaine autonomie, même si plusieurs moines font cause commune avec la population contre les occupants lors d’une rébellion matée en avril 1539. Après cet épisode, les Valaisans tentent de faire d’Aulps un pivot de leur pouvoir. Dans une étonnante promiscuité avec les moines, leurs gouverneurs logent entre les murs d’Aulps. Aulps est alors rétablie comme le centre politique, administratif, judiciaire et fiscal d’une partie importante du Chablais. Plus encore, que l'on pense à Guérin, aux reliques des martyrs d'Agaune, aux donations des Saxon et La Tour ou aux colons du Haut-Valais installés sur les terres d'Aulps, des liens forts anciens se resserrent.
Après 1569 et le départ des Valaisans, les moines d’Aulps retombent dans une profonde torpeur. Secondé par les abbés de Tamié, vicaires généraux de l'Ordre cistercien en Savoie, l’évêque de Genève François de Sales se préoccupe activement de l’image négative incarnée par ces religieux aux mœurs douteuses, d’autant que les calvinistes genevois sont aux portes d’Aulps. À l’abbaye le 15 août 1606, il exhorte l'assemblée à suivre l'exemple de Guérin dont il entend bien lui aussi promouvoir le culte. En ce qui concerne les religieux, sa tentative de réforme est pourtant un échec.
D’une manière générale, tous les bâtiments de l’enclos monastique sont abandonnés et demeurent dans un état déplorable jusqu’au dernier quart du XVIIe siècle. Le cloître est inhabitable, les religieux vivent dans des demeures individuelles disséminées sur le domaine. Le contraste avec une église bien entretenue et richement dotée est d’autant plus saisissant. Il faut attendre les années 1680-1687 pour que les moines dirigés par des prieurs dynamiques reconstruisent à leurs frais des cellules de bois à l’étage du bâtiment conventuel.
Dès la fin du XVIIe siècle, la situation temporelle de l’abbaye s’améliore sensiblement. Le projet d'établir à Aulps un noviciat où les grands travaux entrepris au tournant du XVIIe siècle modifient l’organisation du domaine et contribuent à redorer un temps le blason du monastère. Les derniers commendataires manifestent un réel intérêt pour Aulps. Antoine de Savoie, abbé de 1646 à 1688, commande la construction de la première aile d'un nouveau cloître (29 août 1687). Sa démarche est largement poursuivie par son successeur Jean-Thomas de Provana, abbé de 1689 à 1734. À l’exception de Louis Gros (1692-1709), prieur malhonnête soupçonné de détourner l’argent des messes à saint Guérin, des religieux bien formés et soucieux de la bonne tenue morale et spirituelle de leur abbaye se distinguent. Le XVIIIe siècle est pourtant émaillé de longues périodes de vacance du siège abbatial, de 1734 à 1750 et de 1764 à 1779.
En 1779, la mense abbatiale* est unie à l’évêché de Chambéry, et seule une demi-douzaine de religieux occupe l’abbaye jusqu’à l’arrivée des troupes françaises en 1792. Les inventaires de leurs cellules dressés par les Français révèlent des moines mélomanes, amateurs d'art et bouquinant même l'Encyclopédie. Ils quittent le monastère entre la fin de l’année 1792 et le début 1793. Le domaine est vendu comme bien national à quatre familles de Saint-Jean-d’Aulps et reste en indivision jusqu'à son partage en février 1799.

### Un monastère à l’abandon 1792 - 1940
Le 4 mai 1794, le clocheton de l’abbaye est abattu. Il s’agit de la seule atteinte faite aux bâtiments par les révolutionnaires, Les autorités françaises sont en effet dans l’obligation de loger des troupes en Vallée d’Aulps pour contrer un éventuel retour des troupes piémontaises et maintenir une certaine pression sur la population. À cette fin, elles conservent les bâtiments en état. La menace et les soldats disparus, les copropriétaires procèdent en 1799 au partage du domaine mais maintiennent l’église en indivision.
Il faut attendre l’incendie de l’église paroissiale de la Moussière dans la nuit du 11 au 12 mars 1823 et la séance du conseil municipal du 16 mars pour que les villageois de Saint-Jean-d’Aulps pillent et détruisent l’abbatiale. Les matériaux récupérés servent à la reconstruction de l’église incendiée, à l’empierrement des routes ou à l’édification de plusieurs maisons particulières. De l'intendant du Chablais à l'évêque d'Annecy, l'indignation des autorités civile et ecclésiastique est unanime.

## Architecture et description
Grâce à l’action du conseiller général Ernest Tavernier, propriétaire de la ferme du domaine, l’abbatiale est classée aux Monuments Historiques le 6 octobre 1902 ; Les restes du cloître ne seront inscrits au titre des monuments historiques que le 23 novembre 1940.
Sur le papier, l’église cesse dès lors d’être une carrière de pierre. Il reste pourtant par endroits jusqu’à trois ou quatre mètres de débris de toute sorte. Pendant dix ans, le curé de Saint-Jean-d’Aulps Alexis Coutin déblaie dans l’indifférence générale l’emplacement de l’église au prix d’efforts inouïs. Une modeste plaque à sa mémoire est apposée sur l'un des piliers de la nef de l'église.

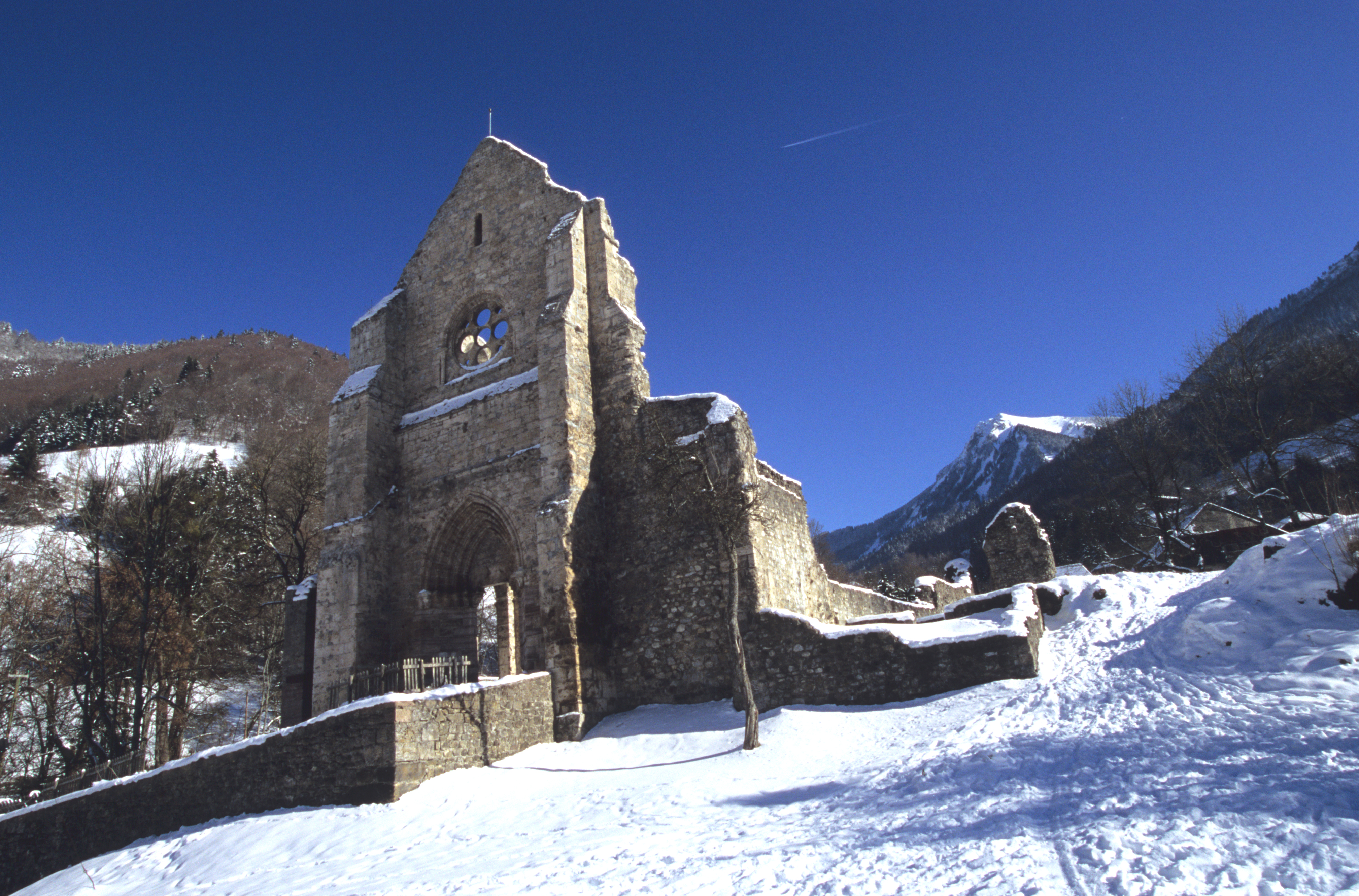
Aulps sous la neige, OTVA
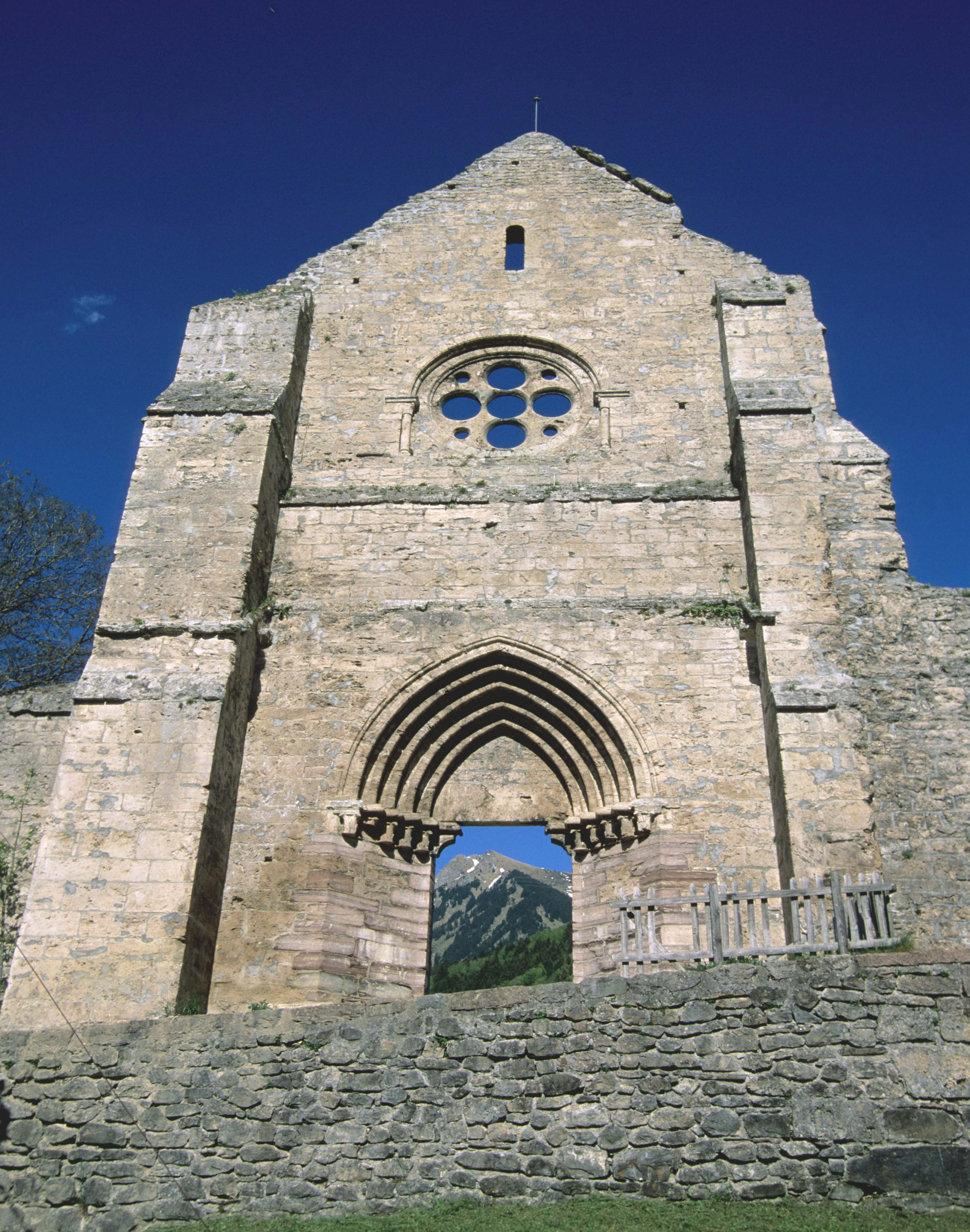
La Façade, OTVA
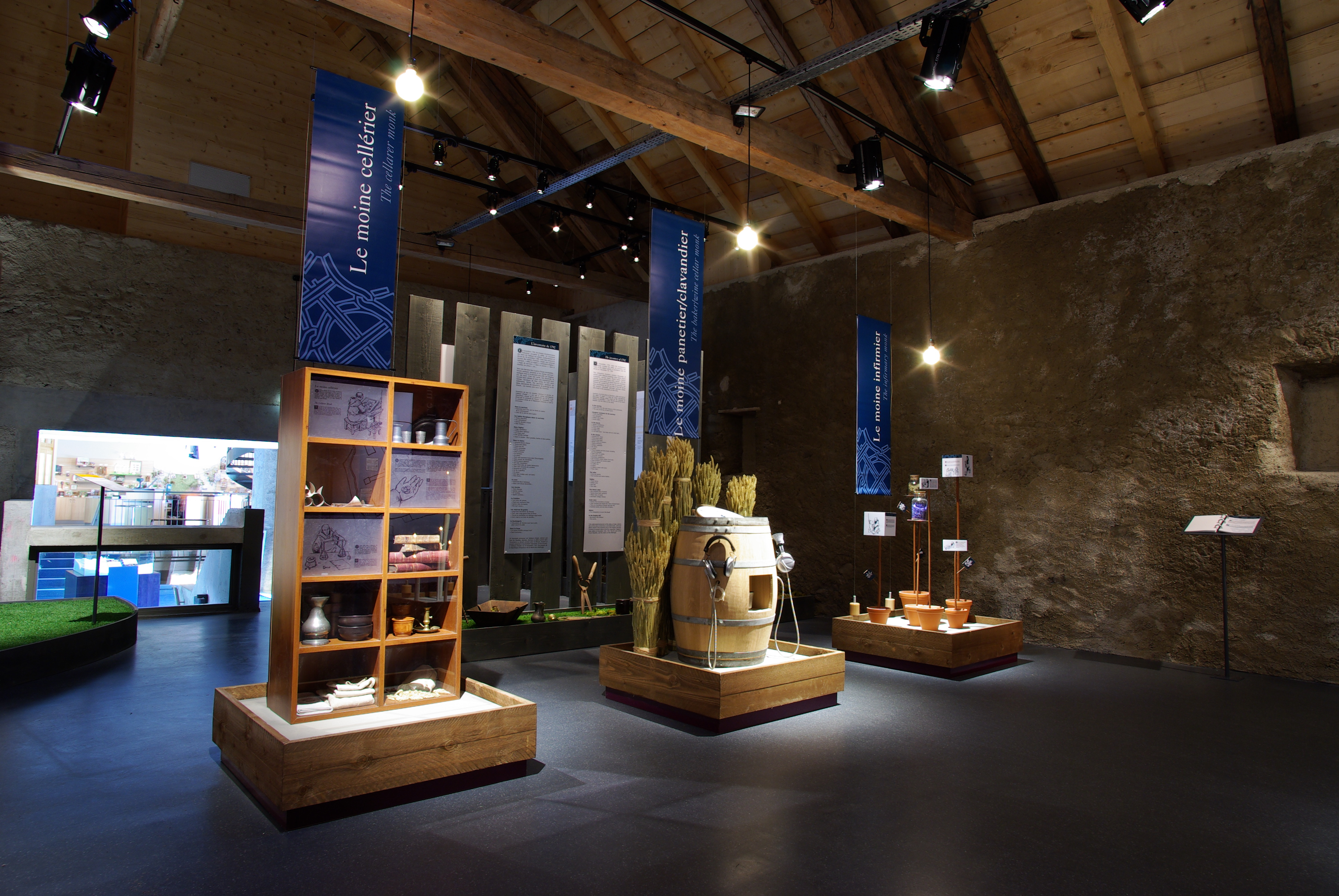
exposition permanente
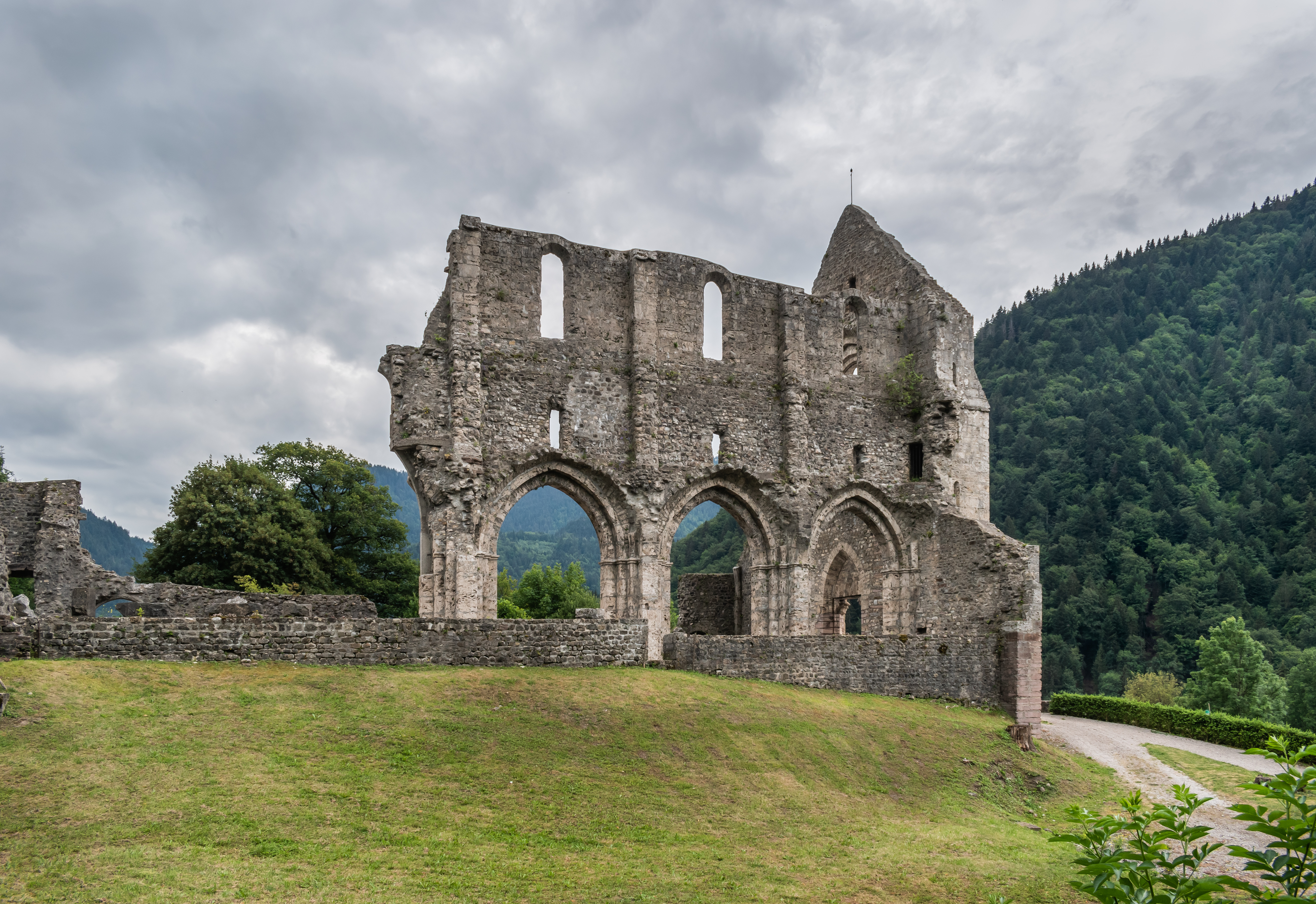
Vue dégagée des ruines de l'abbaye.
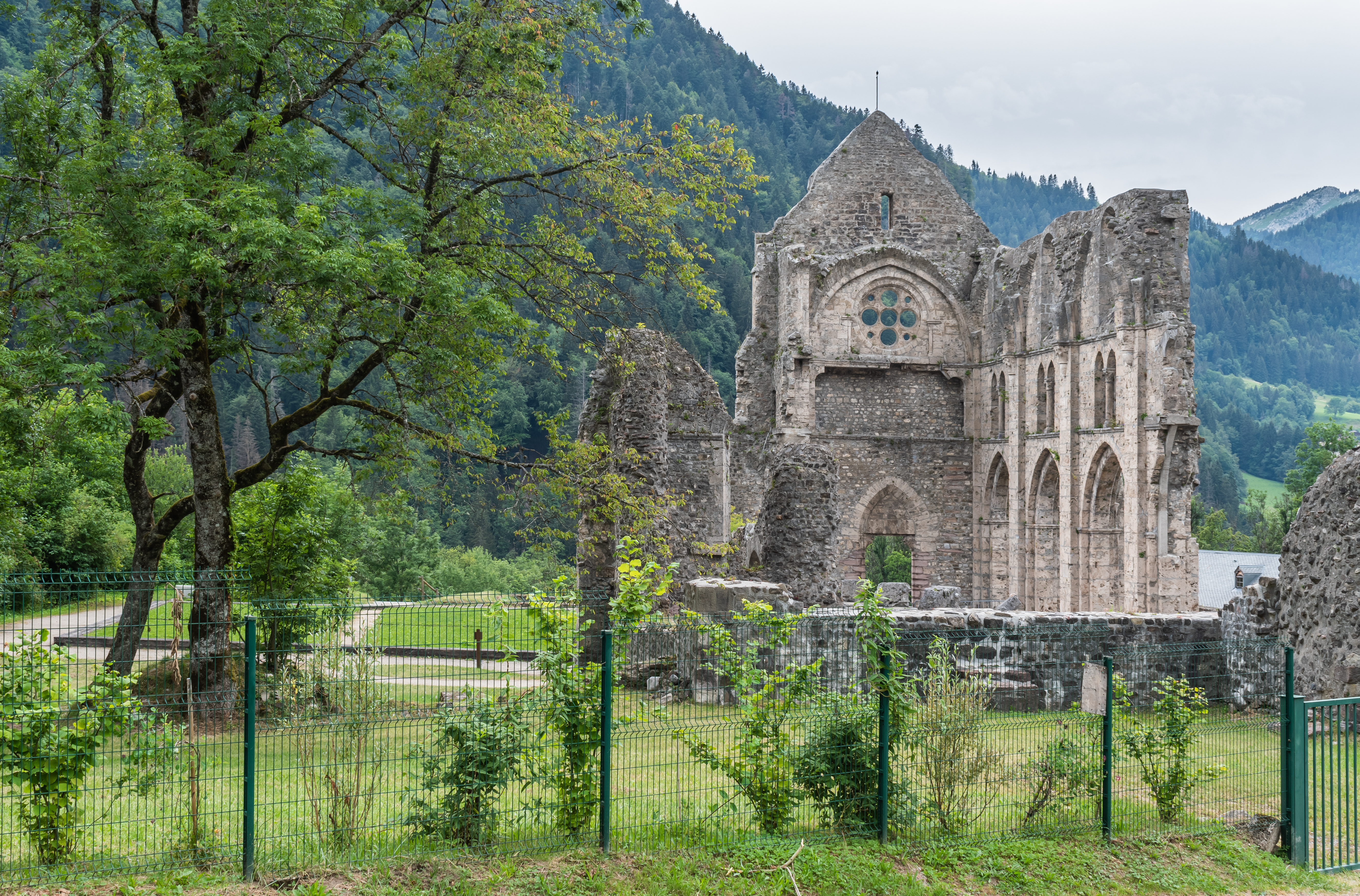
Vue partielle de la partie intérieure des ruines de l'abbaye.

### Visite et culture
L'acquisition du domaine abbatial par la communauté de communes de la vallée d'Aulps en 1994 permit d'entreprendre des fouilles archéologiques et surtout de restaurer la ferme monastique. L'emplacement de l'abbatiale est propriété du conseil départemental de la Haute-Savoie depuis 2007 et le reste du domaine (3 hectares) appartient à la Communauté de Communes de la vallée d'Aulps.
En 2007, sur le site de l'abbaye, Le Domaine de Découverte de la Vallée d'Aulps a ouvert ses portes. La visite comprend un centre d'interprétation aménagé dans l'ancienne ferme monastique. Il est consacré à la vie quotidienne des moines au Moyen Âge et comprend aussi une tisanerie et une boutique de souvenirs. Le reste du domaine est pour sa part composé d'un jardin des simples, d'un potager médiéval et des divers vestiges des bâtiments conventuels (abbatiale, porterie, celliers).
Chaque année depuis 2002, une fête médiévale est organisée mi-août. À plusieurs reprises depuis l'année 2008, l'abbaye accueille la Compagnie du Graal, troupe de théâtre basée à Thonon lors de ses tournées estivales. La troupe propose ainsi des adaptations en son et lumière théâtral de l'Anneau du Nibelung joué en 2008, le Roi Lear en 2009, Hypérion en 2012 et pour finir la Flûte enchantée en 2014.

## Filiations et dépendances
Sainte-Marie d'Aulps est fille de Molesme et Clairvaux et mère de Balerne.

## Liste des abbés
Les abbés d'Aulps, du XIe siècle au XVIIIe siècle, :
- 1097-1110 : Gui
- 1113-1138 : Guérin, puis évêque de Sion en Valais
- 1140-1168 : Guillaume
- 1172 : Godefroi
- 1176 : Thomas
- 1181-1188 : Isard
- 1192 : Guillaume
- 1197 : ?
- 1197-1226 : Guillaume de Boëge
- 1228 : Gui
- 1229-1244 : Pierre de Pont, puis évêque de Belley
- 1244-1250 : Thomas
- 1252-1268 : Pierre de Grésy
- 1268-1269 : Humbert de Rovorée
- 1270-1273 : Pierre de Grésy
- 1273-1307 : Jean de Pressy
- 1307-1309 : Pierre du Fresnay
- 1309-1332 : Guillaume de Rovorée
- 1333-1338 : Jean de Vernier
- 1338-1348 : Guillaume du Rouvenoz
- 1348-1349 : Jacques de Rovorée
- 1349-1352 : Aimon de Rovorée
- 1353-1368 : Jean de Troches
- 1368-1369 : Rodolphe de Blonay
- 1368-1369 : Hudri des Balmes
- 1369-1393 : François des Balmes
- 1395-1425 : François de Bonne
- 1427-1428 : Jean L'Hôte
- 1428-1435 : Berthet de Charrières
- 1434-1468 : Jean L'Hôte
- 1468-1470 : Jean-Louis de Savoie, administrateur de l'évêché de Genève (commendataire)
- 1472-1500 : Giovanni Battista Zeno, cardinal (commendataire)
- 1502-1507 : Jaime Serra i Cau, cardinal (commendataire)
- 1509-1514 : Giovanni Francesco della Rovere (en), évêque de Turin (commendataire)
- 1516 : Jean-François de Savoie, évêque de Genève (élu)
- 1516-1519 : Bernardo Dovizi da Bibbiena, cardinal (commendataire)
- 1519-1526 : Angelo Dovizi da Bibbiena (commendataire)
- 1528 : Antonio Dovizi da Bibbiena (commendataire)
- 1530-1535 : Agostino Trivulzio, cardinal (commendataire)
- 1535-1548 : Philos Roverella, évêque de Toulon puis Ascoli (commendataire)
- 1536-1553 : Jean Trolliet (élu)
- 1553-1568 : Jacques Tornery (élu)
- 1561-1563 : François Maillard (commendataire)
- 1569 : Claude Milliet (élu)
- 1563-1590 : Pierre-Jérôme de Lambert (commendataire)
- 1593-1618 : Philibert Milliet, évêque de Maurienne, puis archevêque de Turin (commendataire)
- 1618-1642 : Maurice de Savoie, cardinal (commendataire)
- 1643-1646 : Gabriel de Savoie (commendataire)
- 1646-1688 : Dom Antoine de Savoie (commendataire)
- 1688 : Pierre Gioffredo (commendataire)
- 1689-1734 : Jean-Thomas de Provana (commendataire)
- 1734-1750 : Abbatiat vacant
- 1750-1764 : Joseph-Emmanuel de Blonay (commendataire)
- 1764-1779 : Abbatiat vacant
- 1779-1792 : Michel Conseil, évêque de Chambéry (commendataire)